# Abborrberget
Abborrberget er en lille by beliggende i Strängnäs Kommune i Södermanlands län i Sverige. Den har 3.146 (2023) indbyggere.